# Slag bij Old River Lake
De Slag bij Old River Lake vond plaats op 6 juni 1864 in Chicot County, Arkansas tijdens de Amerikaanse Burgeroorlog. Deze slag is ook gekend als de Slag bij Ditch Bayou, Furlough of Fish Bayou. 

## De slag

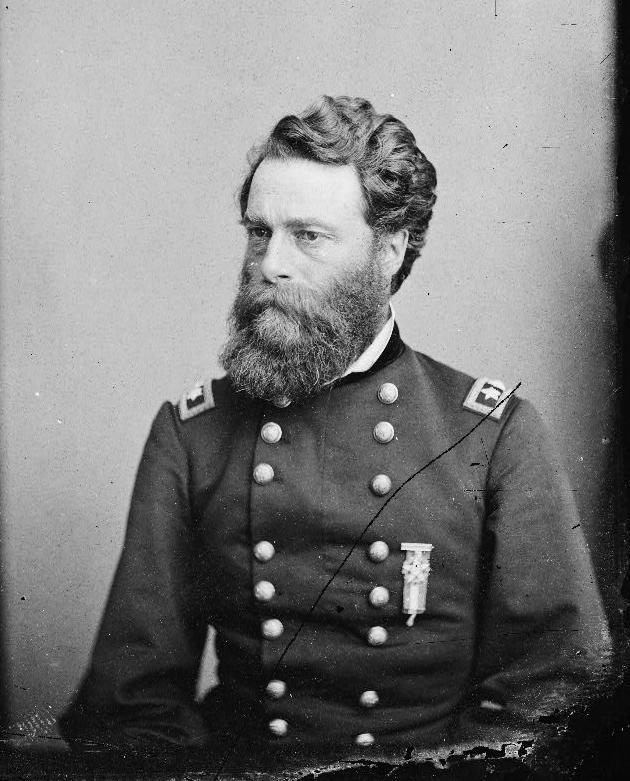
Generaal-majoor Joseph A. Mower

Begin juni ontving brigadegeneraal Joseph Mower een bevel van generaal-majoor Andrew J. Smith om Lake Village, Arkansas in te nemen. De Zuidelijke hadden te weinig middelen om de Noordelijken te verslaan in een reguliere veldslag. Daarom beperkten ze zich tot schermutselingen langs de marsroute van het Noordelijke leger.
In de vroege ochtend van 6 juni 1864 vertrok zijn strijdmacht naar hun bestemming. Al snel werden ze onder vuur genomen door Zuidelijke soldaten die enkele schoten losten om zich daarna snel terug te trekken. De Zuidelijke soldaten herhaalden dit scenario enkele malen voor ze zich opnieuw aansloten bij de Zuidelijke hoofdmacht onder leiding van kolonel Colton Greene. De Zuidelijke hoofdmacht probeerde de Noordelijke opmars verder te vertragen bij Ditch Bayou. Na hun vertragingsactie trokken de Zuidelijken zich verder terug naar Parker’s Landing. De Noordelijke opmars werd verdergezet. Ze overnachtten in Lake Village. De volgende dag werden ze opgepikt door een flottielje bij Columbia.